# Адвентициальные клетки
Адвентициальные клетки, или клетки Маршана, или периваскулоциты — малодифференцированные клетки фибробластического ряда, сопровождающие кровеносные сосуды. Являются камбиальными полипотентными предшественниками фибробластов, остеобластов и адипоцитов.
- Структурные особенности: веретенообразные (отростчатой формы) или уплощенные. Ядро овоидное, органеллы развиты слабо, слабобазофильная цитоплазма[4].
- Происхождение, дифференцировка: образуются из мезенхимы, являются малодифференцированными клетками мезенхимы;в процессе дифференцировки эти клетки могут превращаться, в фибробласты, миофибробласты и адипоциты, остеобласты.
- Расположение: расположены снаружи от перицитов; окружены аморфным веществом соединительной ткани, в котором расположены эластические и коллагеновые волокна.